# 자이언트바브
자이언트바브(학명: Catiocarpio siamensis)는 잉어목 잉어과에 속하는 물고기이다. 몸길이는 3m에 몸무게가 60kg로 잉어과의 어류 중에서 최대의 크기에 속하는 어류이다.

## 특징과 먹이
자이언트바브는 잉어과의 어류 중에선 가장 크고 비대한 몸집을 가진 어종으로서 샴잉어나 자이언트 카프라고도 불리는 물고기이다. 어릴 때에는 은색을 띄는 물고기지만 성장하면서 검은색을 띄게 된다. 또한 잉어과의 어종답게 입에는 두쌍의 수염도 나있으며 몸의 크기에 비해 눈이 작은 편이고 측면에는 매우 큰 비늘이 나있다. 또한 성어의 경우엔 검은색의 몸체에 흰색의 반점도 가지고 있다. 먹이로는 간간히 갑각류나 수생 곤충과 같은 육식성의 먹이도 먹지만 수생 식물과 식물성 플랑크톤을 주로 먹는 초식성 위주의 잡식성 물고기에 속한다.

## 서식지
자이언트바브의 주요한 서식국가는 캄보디아와 태국이며 메콩강과 짜오프라야강에서 주로 서식하는 물고기이다. 서식하는 데에 있어 알맞는 적정한 수온은 PH:6.8~7.5로서 24°~27°가 된다. 수생 식물이 많은 강의 중류에 주로 서식하며 야생에서는 심각한 멸종위기종인 어류이다.

## 관상어로서 자이언트 바브
자이언트 바브는 관상어로도 키우는 물고기이다. 큰 몸집과는 달리 성질이 온순하여 자신보다 작은 물고기와도 합사가 가능한 물고기이다. 다만 자이언트 바브는 성어의 크기가 매우 크기 때문에 관상어로서는 주로 어린 유어가 거래되며 성어는 오로지 아쿠아리움이나 거대한 수족관에서만 키우게 된다.